# 贝尼迪克特 (北达科他州)
贝尼迪克特（英語：Benedict），是美国北达科他州麥克萊恩縣下属的一座城市。根据2010年美国人口普查，该市有人口66人。